# Balthasar Cramer
Balthasar Cramer (* 4. Dezember 1851 in Darmstadt; † 23. Oktober 1923 ebenda) war ein deutscher Politiker der SPD.

## Leben
Cramer wurde als Sohn eines Kupferdruckers geboren. Er besuchte von 1857 bis 1865 die Volksschule in Darmstadt, erlernte von 1865 bis 1868 das Zimmermannshandwerk und war bis 1874 als Geselle tätig. Danach war bis 1903 Gastwirt in Darmstadt. Anschließend lebte er als Privatier.
Seit 1875 gehörte er der sozialdemokratischen Partei an. Ab 1894 nahm er an mehreren Parteitagen teil. Cramer war 1900 und 1901 Mitglied der zentralen Parteikontrollkommission. Er war von 1901 bis 1906 Stadtverordneter in Darmstadt. Zwischen 1893 und 1905 gehörte er dem hessischen Landtag an. Von 1898 bis 1906 war er Mitglied des Reichstages. Nach parteiinternen Auseinandersetzungen legte Cramer 1906 sein Reichstagsmandat nieder. Im Jahr 1910 trat er aus der SPD aus.